# Associazione Calcio Comense 1933-1934
Questa pagina raccoglie i dati riguardanti l'Associazione Calcio Comense nelle competizioni ufficiali della stagione 1933-1934.

## Rosa
| N. |                   | Ruolo | Calciatore         |
| -- | ----------------- | ----- | ------------------ |
|    | Italia (bandiera) | C     | Cesare Butti       |
|    | Italia (bandiera) | A     | Serafino Carrera   |
|    | Italia (bandiera) | C     | Antonio Cetti      |
|    | Italia (bandiera) | D     | Giovanni Colombo   |
|    | Italia (bandiera) | C     | Egidio Crippa      |
|    | Italia (bandiera) | P     | Achille Dari       |
|    | Italia (bandiera) | D     | Edoardo Galimberti |
|    | Italia (bandiera) | P     | Eugenio Guarisco   |
|    | Italia (bandiera) | C     | Mario Manfredi     |
|    | Italia (bandiera) | D     | Michele Moretti    |

| N. |                   | Ruolo | Calciatore         |
| -- | ----------------- | ----- | ------------------ |
|    | Italia (bandiera) | A     | Giorgio Nicolis    |
|    | Italia (bandiera) | C     | Guglielmo Piantoni |
|    | Italia (bandiera) | A     | Luigi Pilotta      |
|    | Italia (bandiera) | C     | Carlo Pontiggia    |
|    | Italia (bandiera) | D     | Pietro Ratti       |
|    | Italia (bandiera) | A     | Marco Romano       |
|    | Italia (bandiera) | A     | Antonio Sacchi     |
|    | Italia (bandiera) | A     | Giuseppe Spinola   |
|    | Italia (bandiera) | D     | Giovanni Spiotta   |
|    | Italia (bandiera) | D     | Virginio Vitali    |

## Statistiche

### Statistiche di squadra
| Competizione | Punti | In casa | In casa | In casa | In casa | In casa | In casa | In trasferta | In trasferta | In trasferta | In trasferta | In trasferta | In trasferta | Totale | Totale | Totale | Totale | Totale | Totale | DR |
| Competizione | Punti | G       | V       | N       | P       | Gf      | Gs      | G            | V            | N            | P            | Gf           | Gs           | G      | V      | N      | P      | Gf     | Gs     | DR |
| ------------ | ----- | ------- | ------- | ------- | ------- | ------- | ------- | ------------ | ------------ | ------------ | ------------ | ------------ | ------------ | ------ | ------ | ------ | ------ | ------ | ------ | -- |
| Serie B      | 28    | 12      | 9       | 2       | 1       | 25      | 6       | 12           | 3            | 2            | 7            | 13           | 23           | 24     | 12     | 4      | 8      | 38     | 29     | +9 |

### Statistiche dei giocatori
| Giocatore     | Serie B  | Serie B |
| Giocatore     | Presenze | Reti    |
| ------------- | -------- | ------- |
| C. Butti      | 24       | 0       |
| S. Carrera    | 21       | 0       |
| A. Cetti      | 18       | 4       |
| G. Colombo    | 7        | 0       |
| E. Crippa     | 1        | 0       |
| A. Dari       | 4        | -?      |
| E. Galimberti | 24       | 0       |
| E. Guarisco   | 20       | -?      |
| M. Manfredi   | 17       | 0       |
| M. Moretti    | 20       | 0       |
| G. Nicolis    | 21       | 2       |
| G. Piantoni   | 5        | 0       |
| L. Pilotta    | 8        | 3       |
| C. Pontiggia  | 14       | 1       |
| P. Ratti      | 2        | 1       |
| M. Romano     | 18       | 14      |
| A. Sacchi     | 9        | 0       |
| G. Spinola    | 24       | 13      |
| G. Spiotta    | 6        | 0       |
| V. Vitali     | 1        | 0       |